# Поньяно
Поньяно (итал. Pognano) — коммуна в Италии, располагается в регионе Ломбардия, в провинции Бергамо.
Население составляет 1442 человека (2008 г.), плотность населения составляет 446 чел./км². Занимает площадь 3 км². Почтовый индекс — 24040. Телефонный код — 035.
Покровителем населённого пункта считается святой san Carlo Borromeo.

## Демография
Динамика населения:

## Администрация коммуны
- Официальный сайт: http://www.comune.pognano.bg.it/